# جوایز موسیقی هانتو
جوایز موسیقی هانتو (کره‌ای: 한터뮤직어워즈؛ انگلیسی: Hanteo Music Awards) که تا قبل از سال ۲۰۲۱ با عنوان جوایز هانتو (انگلیسی: Hanteo Awards) شناخته می‌شد، یک مراسم اهدای جوایز موسیقی است که به صورت سالانه توسط هانتو گلوبال آی‌ان‌سی. برگزار می‌شود. برندگان بر اساس شاخص‌های مختلفی همچون آلبوم فیزیکی، موسیقی دیجیتال، سوشال، مدیا، احراز هویت جهانی، پورتال و فندم انتخاب می‌شوند و تأثیر زیادی بر صنعت موسیقی در طول سال گذاشتند.